# Kationska polimerizacija
Kationska polimerizacija je oblik ionske polimerizacije, koja spada u lančane polimerizacije. Druga vrsta ionske polimerizacije je anionska polimerizacija.
Reakcija se zbiva uz katione kao katalizatore. Inicijator i katalizator su inicira se jaki akceptori elektrona poput Lewisove kiseline i Friedel-Craftsovih katalizatora. Ovako se polimerizira formaldehid, izobutilen, vinilni eteri i ostali.
Primjer je karbokation. Izobutilna umjetna guma. Inicira aluminijev klorid ionizirajući izobutilen.